# Alexandria (Kentucky)
Alexandria es una ciudad ubicada en el condado de Campbell en el estado estadounidense de Kentucky. En el año 2020 tenía una población de 10,341 habitantes y una densidad poblacional de 576.45 personas por km².

## Geografía
Alexandria se encuentra ubicada en las coordenadas 38°57′32″N 84°23′21″O / 38.95889, -84.38917.

## Demografía
Según la Oficina del Censo en 2000 los ingresos medios por hogar en la localidad eran de $55,409 y los ingresos medios por familia eran $62,392. Los hombres tenían unos ingresos medios de $42,002 frente a los $30,766 para las mujeres. La renta per cápita para la localidad era de $22,001. Alrededor del 4.0% de la población estaban por debajo del umbral de pobreza.